# Finalização (Mortal Kombat)
Na série Mortal Kombat, as finalizações são movimentos especiais que podem ser usados no final de uma luta, ou quando o oponente está tonto. Embora a finalização não seja necessária para terminar uma partida, algumas vezes ela é usada como forma de humilhação ao oponente, ou simplesmente uma forma de ganhar pontos nos arcades. A finalização mais conhecida é o Fatality, que é a mais violenta das finalizações, geralmente ocorrendo desmembramentos e com muito sangue envolvido.
Diferentemente dos movimentos especiais, as finalizações requerem distâncias corretas e uma rápida execução dos comandos. Geralmente cada personagem tem uma finalização única, que deve ser executada de uma certa distância. Tradicionalmente, para os personagens principais e importantes, suas finalizações geralmente são um reflexo de sua história ou habilidades especiais, como por exemplo, as finalizações de Sub-Zero envolvem suas habilidades de manipulação do gelo, enquanto que na história, Scorpion é um espectro ninja do inferno, então suas finalizações envolvem a manipulação do fogo ou seu infame gancho. Este movimento se tornou tão famoso e polêmico que ele apareceu em diversos jogos, mas com nomes diferentes como em Killer Instinct e ClayFighter.

## História
Com o Street Fighter 2 dominando os arcades, os cocriadores de Mortal Kombat resolveram criar um jogo com a mesma fórmula, mas de uma forma mais original. Eles então começaram a criar o jogo Mortal Kombat, onde a fórmula para o sucesso e originalidade foi a criação de um jogo violento, onde adicionaram efeitos de sangue, técnicas de combate brutais e um movimento brutal chamado Fatality (que era uma novidade, já que nos outros jogos de luta o lutador era simplesmente nocauteado e o vencedor posava para o perdedor). 
Segundo Boon, tudo começou com uma ideia de deixar o perdedor atordoado, para assim o jogador poder finalizar o oponente com um golpe qualquer, mas essa ideia "evoluiu rapidamente para algo nojento". De acordo com Tobias, a ideia inicial era usar o Fatality como um movimento de finalização do chefe final, Shang Tsung, que empunharia sua espada e decapitaria o oponente. Então ele pensou "E se o jogador pudesse fazer isso com seu oponente?" quando viu a reação dos jogadores ao Fatality, e assim resolveram criar Fatalitys para todos os personagens.
O Fatality logo se tornou uma grande controversia no mundo dos video games, o gerou reuniões no Congresso dos Estados Unidos, o que levou a criação da ESRB (Entertainment Software Rating Board), uma organização que analisa, decide e coloca as classificações etárias indicativas para jogos eletrônicos comercializados na América do Norte. Em 2010, Boon revelou que na verdade ele concorda a maior parte da controversia e admitiu: "Eu não quero minha filha de dez anos de idade jogando um jogo como esse."

## Variações de Finalizações

### Fatality
O tipo mais famoso de Finalização, onde o oponente é morto brutalmente de acordo com as habilidades ou armas do lutador. 

### Animality
Presente em Mortal Kombat 3 e suas adaptações Ultimate Mortal Kombat 3 e Mortal Kombat Trilogy, o personagem se transforma em um animal e ataca o oponente, o ataque normalmente inclui decapitar o oponente e comer as entranhas. Outros mais comuns incluem devorar a vítima ou parte do corpo.

### Babality
Originalmente, a versão das variantes de Mortal Kombat 3 transformava o oponente em bebê e ouve-se um choro. Na versão de Mortal Kombat 9, cada personagem apresenta uma animação diferente depois de ser transformado em um bebê.

### Brutality
O jogador executa um combo de 14 golpes terminado com um uppercut que explode o oponente, com uma chuva de sangue e ossos se seguindo. Após surgir em Ultimate Mortal Kombat 3 e Mortal Kombat: Trilogy, retornou primeiro em Mortal Kombat: Shaolin Monks e depois em Mortal Kombat X, onde o oponente com menos de 10% de vida sofre um ataque especial, que ao invés de servir como golpe especial comum, mata o oponente inesperadamente.

### Fergality
Na versão de Mega Drive de Mortal Kombat II, Raiden pode transformar seu oponente em Fergus McGovern, presidente da Probe, desenvolvedora do port do jogo.

### Friendship
Introduzida em Mortal Kombat II, ao invés de atacar o oponente, o lutador faz algum tipo de brincadeira ou oferece algum presente à vítima de acordo com a sua aparência, suas armas e as suas habilidades. Também presente nas versões de Mortal Kombat 3 e em Mortal Kombat 11.

### Hara-Kiri
O oponente se suicida das mais diversas formas de acordo com as suas habilidades e as suas armas. O comando é dado pela vítima para evitar que o oponente execute um Fatality. Em alguns casos, o próprio agressor se suicida ao invés de matar o oponente indefeso. Esta finalização apareceu somente em Mortal Kombat Deception.

### Heroic Brutality
No crossover Mortal Kombat vs. DC Universe, muitos dos personagens da DC são super-heróis que têm um juramento solene de nunca tirar a vida de outra pessoa. Em vez de Fatalities, eles executam este movimento que fere seu oponente, mas o deixa vivo.

### Kreate-A-Fatality
Em Mortal Kombat: Armageddon, o sistema de Fatality foi completamente refeito. Neste jogo era feito em forma de combos, com combinações de botões, desencadeando uma serie de fatalidades com o oponente. Há um tempo para executar um movimento, caso contrário não execute neste tempo o lutador não consegue terminar-lo. Com o passar dos movimentos o tempo para executar-los vai diminuindo. Ao terminar o Fatality é mostrado um Rank de acordo com o número de movimentos que conseguiu fazer. Os Ranks de acordo com o número de movimentos são:
1. Fatality
2. Deadly Fatality
3. Killer Fatality
4. Bloody Fatality
5. Mortal Fatality
6. Brutal Fatality
7. Evil Fatality
8. Vicious Fatality
9. Savage Fatality
10. Extreme Fatality
11. Ultimate Fatality

### Mercy
Trata-se de um comando de não-finalização realizado durante o "Finish Him/Her". Ao realiza-lo, o oponente derrotado recebe uma quantidade mínima de vida, após o que a luta prossegue normalmente. Somente após o oponente ser derrotado uma segunda vez é que é possível aplicar-se a finalização "Animality".

### Multality
Esse é um fatality que serve para finalizar muitos oponentes ao mesmo tempo. Apareceu apenas no Mortal Kombat: Shaolin Monks.

### Stage Fatality
Ocorre quando um jogador usa o palco de luta para executar o oponente ao fim da partida. Nos jogos Mortal Kombat: Deception e Mortal Kombat: Armageddon foi renomeado para Death Trap e pode ser executado a qualquer momento da luta. A partir de Mortal Kombat 9 voltou ao sistema natural, porém com animações diferentes ao invés de um simples uppercut.

### Weapon Fatality
O jogador realiza uma sequência brutal de golpes com uma arma para matar o oponente. Este fatality aparece somente em Mortal Kombat: Tournament Edition.

### Quitality
Ocorre quando o adversário numa partida online, desiste da luta, decapitando seu personagem. Foi introduzido no Mortal Kombat X.

### Faction Kill
É uma finalização que varia de acordo com a facção que você pertence. Essa facção é escolhida (e pode ser alterada) e sua finalização é uma morte realizada por algum integrande dela ou suas habilidades e características, como os drones no Faction Kill das Forças Especiais, as flechas de Kung Jin na Sociedade Lótus Branca ou as bombas de Cyrax no Lin Kuei. Cada facção tem 4/5 Faction Kills. Foi introduzido em Mortal Kombat X.

### Stage Brutality
Ocorre quando um jogador usa as interações da arena quando o oponente tem menos de 10% de vida, matando ele de acordo com a interação usada, podendo ser por exemplo, uma tora de árvore fincada no tronco do oponente. Substitui o Stage Fatality e foi introduzido em Mortal Kombat X.